# 二硫酸
二硫酸（にりゅうさん）は硫黄のオキソ酸のひとつ。ピロ硫酸（pyrosulfuric acid）とも呼ばれる。化学式はH2S2O7。2分子の硫酸が脱水縮合した化合物に相当する。発煙硫酸中に存在し、芳香族化合物に対してスルホン化剤としてはたらく。

## 合成・単離
スルホン化やニトロ化などにおいて二硫酸の反応性を利用するときは、通常は発煙硫酸をそのまま用いる。
ある報告によれば、65% の三酸化硫黄 (SO3) を含む発煙硫酸にヒ素の粉末を懸濁させ、そこへペルオキソ二硫酸カリウム (K2S2O8) を加えると、ゆっくりと二硫酸の無色結晶が生じてくる。

## 用途
反応性は、記事：発煙硫酸を参照のこと。